# Advergaming
Advergaming (z angl. advertising, reklama a gaming, hraní) jsou marketingové techniky, založené na vytváření počítačových her pro potřebu značek/brandů a zároveň na umisťování těchto her na internetu. Výhodou advergamingu je jeho zacílení na široké spektrum uživatelů internetu; předán je zároveň reklamní odkaz na značku či na produkt, který je podpořen dobrým pocitem z příjemně strávené zábavné chvilky u reklamní internetové hry (anglicky Advergame) – lidé si rádi hrají. Termín „advergames“ poprvé použil Anthony Giallourakis v doméně své stránky advergames.com v lednu roku 2000. O rok později se tento termín objevil také v časopise Wired, kde byl svázán s bezplatnými online hrami nabízenými velkými společnostmi.

## Funkce
- Informování o novém produktu nebo značce – skrz hru může její producent přidat dávku informací o produktu, jeho účelu, výhodách nad jinými produkty atp. Hráč se o těchto údajích dovídá např. kvůli taktice hry a je tak k tématu doveden nenásilně, přirozeně a za účelem se pobavit; téma je proto jinak podáno a druhou stranou odebráno lépe než tradiční reklama.
- Vytváření a umocňování pozitivního vzhledu firmy – čím více se hráč do hry „dostane“, tím více se toto emocionální zaangažování přenese na propagovanou značku. Za čas příjemně strávený na www serveru získávají hráči sympatie k samotné značce, kterou si poté pozitivně spojují se zábavou a s odpočinkem.
- Rozšiřování povědomí o značce – v případě advergames tráví zákazníci s produktem značně více času než např. během třicetivteřinového reklamního spotu v televizi. Vzrůst zapamatovatelnosti značky nebo produktu je možný díky opakování nejefektivnějších momentů hry.
- Opora reklamních kampaní – ve spojení s běžnou reklamou je advergaming využíván převážně velkými organizacemi. Jeho cílem je vylepšení samotné kampaně, její posílení a skutečnější ulpění v mysli cílové skupiny.
- Základ pro soutěže – interaktivní hry jsou silným základem různých druhů soutěží. Možnost vyhrát jakoukoliv cenu je ještě větším podnětem ke hraní a ke strávení více času na straně výrobce, což se projevuje na delší době strávené se značkou a pozitivními emocemi spojenými s možností vyhrát cenu.
- Shromažďování údajů o hráčích – hráči (prostřednictvím registrace) ochotněji ponechají na straně hry své kontaktní údaje, což je později využitelné pro jiné reklamní kampaně a cílené reklamy.

## Výhody advergamingu
- Internetové reklamní hry mají především neohraničený přístup ke zdrojům odbytu a potenciálních klientů po celém světě.
- Hry neznají hranice věku – jak vyplývá z provedených průzkumů, průměrný věk hráče v USA se pohybuje okolo 33 let – obsah a podmínky her tedy nediktuje mládež ve věku 12–15 let, nýbrž dospělí a vzdělaní odběratelé.
- Hry také neznají jazykové a národnostní bariéry, když zpravidla je jejich obsluha tak jednoduchá a intuitivní, že ani není mnohdy potřeba ke hrám připojovat komplikovaný návod k ovládání.
- Internetové hry zprostředkovávají delší interakci klienta se značkou nebo vzhledem produktu než jiné formy reklamy – jak internetové, tak té mimointernetové. Zaujmou na delší čas, přibližně od 5 do 35 minut; 35 minut hry podle York Reports značně zvyšuje ochotu nakoupit a naklonění ke značce.
- Hry dokáží dobře využít výhod virálního marketingu. Dobře připravená hra, obsahující chytlavý motiv, jednoduché hraní, možnost porovnání výsledků s ostatními hráči po celém světě, se po internetu rozšiřuje podobně jako virus. Hráči si ji navzájem doporučují a sami tráví čím dál více času hraním, čili přicházejí stále častěji se značkou obsaženou ve hře.
- Efektivnost advergamingu ja jednoduše měřitelná, při pomoci tzv. analýzy hratelnosti, která umožňuje jednoduše měřit:
  - kolik osob danou hru hrálo
  - kolik her bylo rozehráno
  - kolik času uživatel u hry strávil

## Statistiky
- V roce 2007 stránky se hrami otevřelo přes 104 miliony hráčů
- Průměrně strávený čas ve hře 5–35 minut
- Kolem 42% hráčů se doznává ke každodennímu hraní
- Až 10% průzkumem dotázaných přiznalo, že denně věnuje online hraní přes 6 hodin (průměrní hráči hrají 1-2 hodiny denně)
- 62% anketovaných potvrdilo, že odesílá upozornění na hru známým, což má pro reklamu značně větší váhu než sama hra